# Brian Leetch
Temple de la renommée : 2009
Temple de la renommée de l'IIHF : 2023
Temple de la renommée américain : 2008
Brian Joseph Leetch (né le 3 mars 1968 à Corpus Christi au Texas) est un joueur américain de hockey sur glace professionnel qui évoluait en tant que défenseur dans la Ligue nationale de hockey.

## Carrière en club
Il fait ses débuts dans la ligue nationale de hockey après avoir été choisi par les Rangers de New York au cours du repêchage d'entrée dans la LNH 1986 au premier tour (9e choix). Il joue sa dernière saison en 2005-2006 même s'il n'annonce sa retraite officielle qu'en mai 2007. Il est le jour de sa retraite, 31e meilleur passeur de l'histoire de la LNH et fait partie du cercle des joueurs ayant dépassé les 1 000 points dans sa carrière.
Au total, il a joué dix-huit saisons dans la LNH et n'a connu que trois franchises différentes : les Rangers, les Maple Leafs de Toronto et les Bruins de Boston, même s'il aura passé finalement la majorité de son temps avec les Rangers. En 1994, il gagne la Coupe Stanley. Cette même année, il gagne le trophée Conn-Smythe en tant que joueur le plus utile des séries éliminatoires.
Il remporte le trophée James-Norris a deux reprises en 1992 et 1997. Il gagne également lors de sa première saison dans la LNH, le trophée Calder récompensant la meilleure recrue de la saison.
Entre 1997 et 2000, il est le capitaine des Rangers. Il prend le C à Mark Messier et lui rend trois ans plus tard.
Le 24 janvier 2008, les Rangers retire son chandail numéro 2. La même année, il est intronisé au Temple de la renommée du hockey américain puis au Temple de la renommée du hockey en 2009.
En 2011, c'est au tour des Eagles de Boston College, son équipe junior, de lui faire une place au sein de leur temple de la renommée.

## Statistiques
Pour les significations des abréviations, voir Statistiques du hockey sur glace.
| Saison     | Équipe                   | Ligue      |       | Saison régulière | Saison régulière | Saison régulière | Saison régulière | Saison régulière |    | Séries éliminatoires | Séries éliminatoires | Séries éliminatoires | Séries éliminatoires | Séries éliminatoires |
| Saison     | Équipe                   | Ligue      | PJ    | B                | A                | Pts              | Pun              | PJ               | B  | A                    | Pts                  | Pun                  |                      |                      |
| 1986-1987  | Eagles de Boston College | NCAA       | 37    | 9                | 38               | 47               | 10               | -                | -  | -                    | -                    | -                    |                      |                      |
| 1987-1988  | Équipe des États-Unis    | Intl       |       |                  |                  |                  |                  |                  |    |                      |                      |                      |                      |                      |
| 1987-1988  | Rangers de New York      | LNH        | 17    | 2                | 12               | 14               | 0                | -                | -  | -                    | -                    | -                    |                      |                      |
| 1988-1989  | Rangers de New York      | LNH        | 68    | 23               | 48               | 71               | 50               | 4                | 3  | 2                    | 5                    | 2                    |                      |                      |
| 1989-1990  | Rangers de New York      | LNH        | 72    | 11               | 45               | 56               | 26               | -                | -  | -                    | -                    | -                    |                      |                      |
| 1990-1991  | Rangers de New York      | LNH        | 80    | 16               | 72               | 88               | 42               | 6                | 1  | 3                    | 4                    | 0                    |                      |                      |
| 1991-1992  | Rangers de New York      | LNH        | 80    | 22               | 80               | 102              | 26               | 13               | 4  | 11                   | 15                   | 4                    |                      |                      |
| 1992-1993  | Rangers de New York      | LNH        | 36    | 6                | 30               | 36               | 26               | -                | -  | -                    | -                    | -                    |                      |                      |
| 1993-1994  | Rangers de New York      | LNH        | 84    | 23               | 56               | 79               | 67               | 23               | 11 | 23                   | 34                   | 6                    |                      |                      |
| 1994-1995  | Rangers de New York      | LNH        | 48    | 9                | 32               | 41               | 18               | 10               | 6  | 8                    | 14                   | 8                    |                      |                      |
| 1995-1996  | Rangers de New York      | LNH        | 82    | 15               | 70               | 85               | 30               | 11               | 1  | 6                    | 7                    | 4                    |                      |                      |
| 1996-1997  | Rangers de New York      | LNH        | 82    | 20               | 58               | 78               | 40               | 15               | 2  | 8                    | 10                   | 6                    |                      |                      |
| 1997-1998  | Rangers de New York      | LNH        | 76    | 17               | 33               | 50               | 32               | -                | -  | -                    | -                    | -                    |                      |                      |
| 1998-1999  | Rangers de New York      | LNH        | 82    | 13               | 42               | 55               | 42               | -                | -  | -                    | -                    | -                    |                      |                      |
| 1999-2000  | Rangers de New York      | LNH        | 50    | 7                | 19               | 26               | 20               | -                | -  | -                    | -                    | -                    |                      |                      |
| 2000-2001  | Rangers de New York      | LNH        | 82    | 21               | 58               | 79               | 34               | -                | -  | -                    | -                    | -                    |                      |                      |
| 2001-2002  | Rangers de New York      | LNH        | 82    | 10               | 45               | 55               | 28               | -                | -  | -                    | -                    | -                    |                      |                      |
| 2002-2003  | Rangers de New York      | LNH        | 51    | 12               | 18               | 30               | 20               | -                | -  | -                    | -                    | -                    |                      |                      |
| 2003-2004  | Rangers de New York      | LNH        | 57    | 13               | 23               | 36               | 24               | -                | -  | -                    | -                    | -                    |                      |                      |
| 2003-2004  | Maple Leafs de Toronto   | LNH        | 15    | 2                | 13               | 15               | 10               | 13               | 0  | 8                    | 8                    | 6                    |                      |                      |
| 2005-2006  | Bruins de Boston         | LNH        | 61    | 5                | 27               | 32               | 36               | -                | -  | -                    | -                    | -                    |                      |                      |
| Totaux LNH | Totaux LNH               | Totaux LNH | 1 205 | 247              | 781              | 1028             | 571              | 95               | 28 | 69                   | 97                   | 36                   |                      |                      |

## Carrière internationale
Il représente les États-Unis lors de différents compétitions internationales :
- Coupe du monde
  - 1996. Il finit sixième meilleur pointeur de la compétition qui est remportée par son pays et est capitaine de l'équipe[5].
  - 2004. Son équipe perd en demi-finale contre la Finlande.
- Jeux olympiques d'hiver
  -  Médaille d'argent : il gagne en 2002 la médaille d'argent. Il est désigné avec ses compatriotes Chris Chelios, Mike Richter et John LeClair dans l'équipe type du tournoi.
  - Il participe également aux jeux de 1988 et 1998.
- Coupe Canada
  - 1991 : il finit second avec les États-Unis.